# Ивановка (Ленинск-Кузнецкий район)
Ива́новка — посёлок в Ленинск-Кузнецком районе Кемеровской области. Входит в состав Подгорновского сельского поселения.

## География
Центральная часть населённого пункта расположена на высоте 237 метров над уровнем моря.

## Население
По данным Всероссийской переписи населения 2010 года, в посёлке Ивановка проживает 263 человека (128 мужчин, 135 женщин).